# Thecla bellusbipunctatus
Thecla bellusbipunctatus är en fjärilsart som beskrevs av Tutt. Thecla bellusbipunctatus ingår i släktet Thecla och familjen juvelvingar. Inga underarter finns listade i Catalogue of Life.